# Ludwig Vay

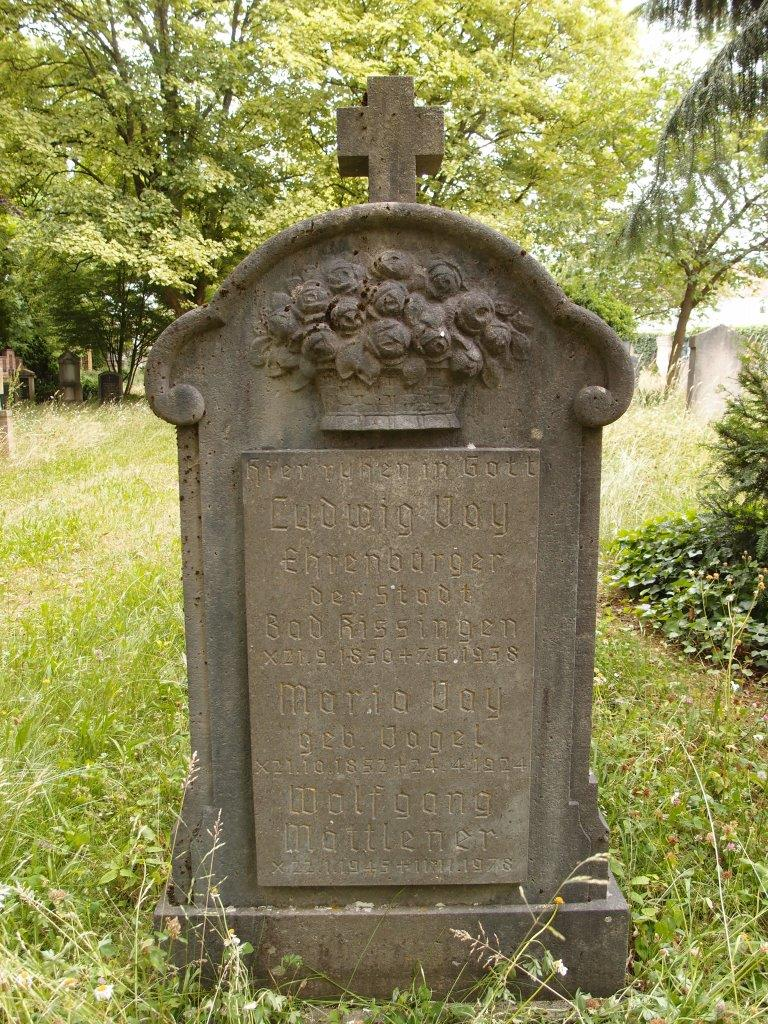
Grab des Stifters Ludwig Vay (1850–1938) auf dem Kapellenfriedhof in Bad Kissingen.

Donat Ludwig (Louis) Vay (* 22. September 1850 in Kissingen; † 6. Juni 1938 ebenda) war selbstständiger Spenglermeister in Bad Kissingen. Nach mehreren Stiftungen wurde er zum Ehrenbürger der Stadt ernannt.

## Leben
Vay entstammte vermutlich einer einst ungarischen Familie, die um 1750 in Bad Kissingen erstmals erscheint. Er war das fünfte und jüngste Kind des Bad Kissinger Webermeisters Anton Georg Vay (1816–1902) und der Margarethe Ress (1811–1880). In Bad Kissingen wohnte er mit seiner Familie im Haus Nr. 201, ab 1888 in der Maxstraße 312/313.
Am 29. Juli 1886 erwarb Vay das Bad Kissinger Bürgerrecht. Im Laufe seines erfolgreichen Berufslebens kaufte er mehrere Grundstücke und Häuser an der Maxstraße. Er war Mitglied im Magistrat der Stadt Bad Kissingen.
Vay engagierte sich im gesellschaftlichen Leben seiner Heimatstadt, war lange Jahre Mitglied und zuletzt Kommandant der Freiwilligen Feuerwehr Bad Kissingen, die „ihren langjährigen treuen Kameraden und ersten Kommandanten“ am 4. Februar 1915 zu ihrem „Ehrenkommandanten“ ernannte.
Im Jahr 1917 verlieh ihm seine Heimatstadt die Ehrenbürgerwürde und gewährte ihm einen Eintrag ins Goldene Buch der Stadt. Dies dürfte der Dank dafür gewesen sein, dass Vay zuvor der Stadt ein Grundstück an der Maxstraße als Spende geschenkt hatte, das heute die Hälfte des Kliegl-Platzes ausmacht.
Vay heiratete am 12. Oktober 1875 in Bad Kissingen Maria Vogel. Das Ehepaar hatte die drei Söhne: Franz (1876–1952), Ludwig (1878–1933) und Georg (1884–1885).